# Dennis Chavez

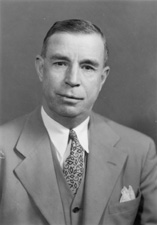
Dennis Chavez

Dionisio „Dennis“ Chavez (* 8. April 1888 in Los Chaves, Valencia County, New-Mexico-Territorium; † 18. November 1962 in Washington D.C.) war ein US-amerikanischer Politiker (Demokratische Partei), der den Bundesstaat New Mexico in beiden Kammern des US-Kongresses vertrat.

## Leben
Dennis Chavez entstammte einer Familie, die seit Generationen in seinem Geburtsort Los Chaves ansässig war. Im Jahr 1895 zog er aber mit seinen Eltern nach Albuquerque, wo sie im historischen Wohnviertel Barelas lebten. Er besuchte dort die Schule, musste seine Ausbildung aber abbrechen, um arbeiten und seine Familie finanziell unterstützen zu können. Zunächst war er dabei in einem Lebensmittelmarkt beschäftigt. Später besuchte er die Abendschule und erlernte dort den Beruf des Ingenieurs, den er danach über viele Jahre als Angestellter der Stadt Albuquerque ausübte.
1911 heiratete er Imelda Espinosa, die einer prominenten Familie in New Mexico angehörte. Das Paar zog 1914 nach Belen, wo Chavez unter anderem als Journalist bei einer Wochenzeitung und als Gerichtsdolmetscher tätig war. Im Jahr 1916 unterstützte er den letztlich erfolgreichen Wahlkampf von Andrieus A. Jones um einen Sitz im US-Senat als Spanisch-Dolmetscher. Jones bot ihm nach seinem Amtsantritt im Jahr darauf die Stelle eines stellvertretenden Büroleiters in Washington an. Chavez trat den Posten an und besuchte nach Dienstschluss zudem eine Abendschule, an der er die Rechtswissenschaften studierte. Nach seinem Abschluss an der Georgetown University kehrte er 1920 nach Albuquerque zurück und eröffnete dort eine Anwaltskanzlei.

## Politik
Sein erstes politisches Mandat übernahm Chavez als Abgeordneter im Repräsentantenhaus von New Mexico zwischen 1923 und 1924; zur Wiederwahl trat er nicht an. Dafür bewarb er sich 1930 um den einzigen Sitz, den der Staat zu dieser Zeit im US-Repräsentantenhaus bekleidete. Dort verblieb er nach seinem Wahlsieg vom 4. März 1931 bis zum 3. Januar 1935. Danach schied er zunächst aus dem Kongress aus, da er im Jahr zuvor die Wahl zum US-Senator gegen den Republikaner Bronson M. Cutting verloren hatte.
Als Cutting am 6. Mai 1935 bei einem Flugzeugunglück ums Leben kam, wurde Chavez von New Mexicos Gouverneur Clyde Tingley zu dessen Nachfolger im Senat ernannt. Nachdem er im November 1936 bei der Nachwahl bestätigt worden war, wurde er mit seiner Wiederwahl im Jahr 1940 der erste Hispanic, der eine volle sechsjährige Legislaturperiode absolvieren konnte. Weitere Wiederwahlen folgten 1946, 1952 und 1958, ehe Dennis Chavez am 18. November 1962 im Amt verstarb.

## Würdigung
Bei Chavez’ Beisetzung auf dem Mount Calvary Cemetery in Albuquerque hielt Vizepräsident Lyndon B. Johnson die Trauerrede. Unter allen Hispanics, die bislang dem Senat angehörten, ist er derjenige mit der deutlich längsten Amtszeit. Eine Statue mit seinem Abbild steht in der National Statuary Hall des Kapitols in Washington, in der jeder Staat mit zwei Personen aus seiner Geschichte vertreten ist. Neben Chavez ist dies für New Mexico der Indianer-Anführer Popé.
Seine Enkelin Gloria Tristani wurde 1997 das erste Hispanic-Mitglied der Federal Communications Commission. 2002 bewarb sie sich um einen Sitz im US-Senat, unterlag aber dem Republikaner Pete Domenici.